# المحل في الزاوية
المحل في الزاوية (بالإنجليزية: The Shop Around the Corner)‏ هو فيلم درامي كوميدي أمريكي رومانسي إنتاج عام 1940 من إنتاج وإخراج إرنست لوبيتش وبطولة مارجريت سولفان وجيمس ستيوارت وفرانك مورغان، ضم فريق الممثلين المساند جوزيف شيلدكراوت وسارة هادن وفيليكس بريسارت وويليام تريسي. يُنظر إليه على نطاق واسع على أنه ربما أرقى كوميديا رومانسية في السينما الأمريكية وقد خدم كنموذج تُدين به جميع الكوميديا الرومانسية اللاحقة إلى حد ما. كتب السيناريو سامسون رافيلسون استنادًا إلى المسرحية المجرية عام 1937 صناعة العطور بواسطة ميكلوس لازلو، يدور الفيلم حول اثنين من الموظفين في متجر للسلع الجلدية في بودابست لا يكادان يقفان على بعضهما البعض ، ولا يدركان أنهما يقعان في الحب كمراسلين مجهولين من خلال رسائلهم.

## طاقم التمثيل
- مارجريت سولفان بدور كلارا نوفاك
- جيمس ستيوارت مثل ألفريد كراليك
- فرانك مورغان بدور هوغو ماتوشيك
- جوزيف شيلدكراوت بدور فيرينش فاداس
- سارة هادن بدور فلورا كاتشيك
- فيليكس بريسارت بدور بيروفيتش
- ويليام تريسي بدور بيبي كاتونا
- إينز كورتني بدور إيلونا نوفوتني
- تشارلز هالتون كمخبر
- تشارلز سميث بدور رودي
- سارة إدواردز كعميل
- إدوين ماكسويل كطبيب
- تشارلز أرنت كشرطي (غير معتمد)

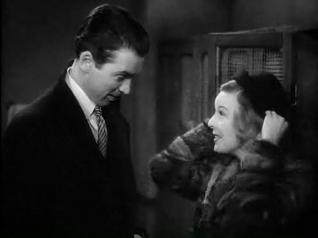
James Stewart and Margaret Sullavan

- مابل كولكورد دور عمة كلارا آنا (غير معتمدة)
- ماري كار بصفتها جدة كلارا (غير معتمدة)
- وليام ادموندز كنادل (غير معتمد)
- غريس هيل كعميل ممتلئ الجسم (غير معتمد)